# 広島市総合屋内プール
広島市総合屋内プール（ひろしましそうごうおくないプール）は、広島県広島市東区牛田にある屋内スポーツ施設。正式名称より愛称の広島ビッグウェーブ（ひろしまビッグウェーブ）の名で知られている。
2016年7月より命名権（ネーミングライツ）が導入され、広島信用金庫が獲得しひろしんビッグウェーブとなった。

## 概要
夏季（6月～9月）はプール、冬季（11月～4月）はアイススケート場として利用されている。
施設は広島市が所有し、財団法人広島市スポーツ協会が指定管理者として運営管理にあたっている。東区スポーツセンターに隣接している。
広島アジア大会の水泳メイン会場として1991年に開場。1996年のひろしま国体では水泳とシンクロナイズドスイミングの会場として、2001年の全国健康福祉祭（ねんりんピック）では水泳会場として使用された。
なお、広島アジア大会における陸上競技メイン会場は、「広島ビッグアーチ」（正式名称:広島広域公園陸上競技場）の愛称で呼ばれているため混同されることがある。
2009年、ヒロシマ・オリンピック構想において、ここや広島県立総合体育館など広島平和記念公園を中心とする半径10kmを「平和祈念ゾーン」として競技場を整備する計画が挙がった。

## 主な大会・イベント
- 1994年 : 1994年アジア競技大会水泳会場
- 1996年 : ひろしま国体水泳・シンクロナイズドスイミング会場
- 1997年 : 日本学生選手権水泳競技大会
- 2001年 : 全国健康福祉祭水泳会場
- 2007年 : プリンスアイスワールド
- 2009年 : Jアイス・ウエスト・リーグ
- 2010年 : 全国中学校水泳競技大会
- 2016年 : 全国高等学校総合体育大会水泳競技大会
- 2019年 : 全国高等専門学校体育大会水泳競技
- 2025年 : 全国高等学校総合体育大会水泳競技大会

## 施設概要
- プール（夏季）
  - 50mプール : 50m X 10コース
  - 飛込プール : 25m X 20m 水深5.0m
- アイススケート（冬季）
  - メインリンク : 60m X 30m
  - サブリンク : 18m X 30m
- 諸施設
  - 役員控室・会議室・保健室・放送室・更衣シャワー室・選手控室・貴賓室・貸靴コーナー等

## アクセス

### 鉄道
- JR山陽本線（可部線）「新白島駅」徒歩15分、またはアストラムラインへ乗り換え
  - 広島方面 - 新白島駅 - 横川 - 西広島・岩国方面 / 緑井・可部方面
- アストラムライン「牛田駅（ひろしんビッグウェーブ前）」徒歩3分[2]
  - 本通・県庁前・新白島駅方面 - 牛田駅（ひろしんビッグウェーブ前） - 不動院前 - 中筋・古市・広域公園前方面

### バス
- JRバス中国[3]・広島交通[4]「東区スポーツセンター入口 バス停」徒歩3分
  - 30 広島バスセンター・新白島駅方面 / 32 広島駅・にぎつ方面 - 東区スポーツセンター入口 - 千足・矢口・高陽ニュータウン方面
- 広電バス[5]「東区スポーツセンター前 バス停」
  - 12号線：八丁堀・白島町・牛田本町方面 - 東区スポーツセンター前 - 千足・東浄小学校前方面